# Стиль (писальний прилад)

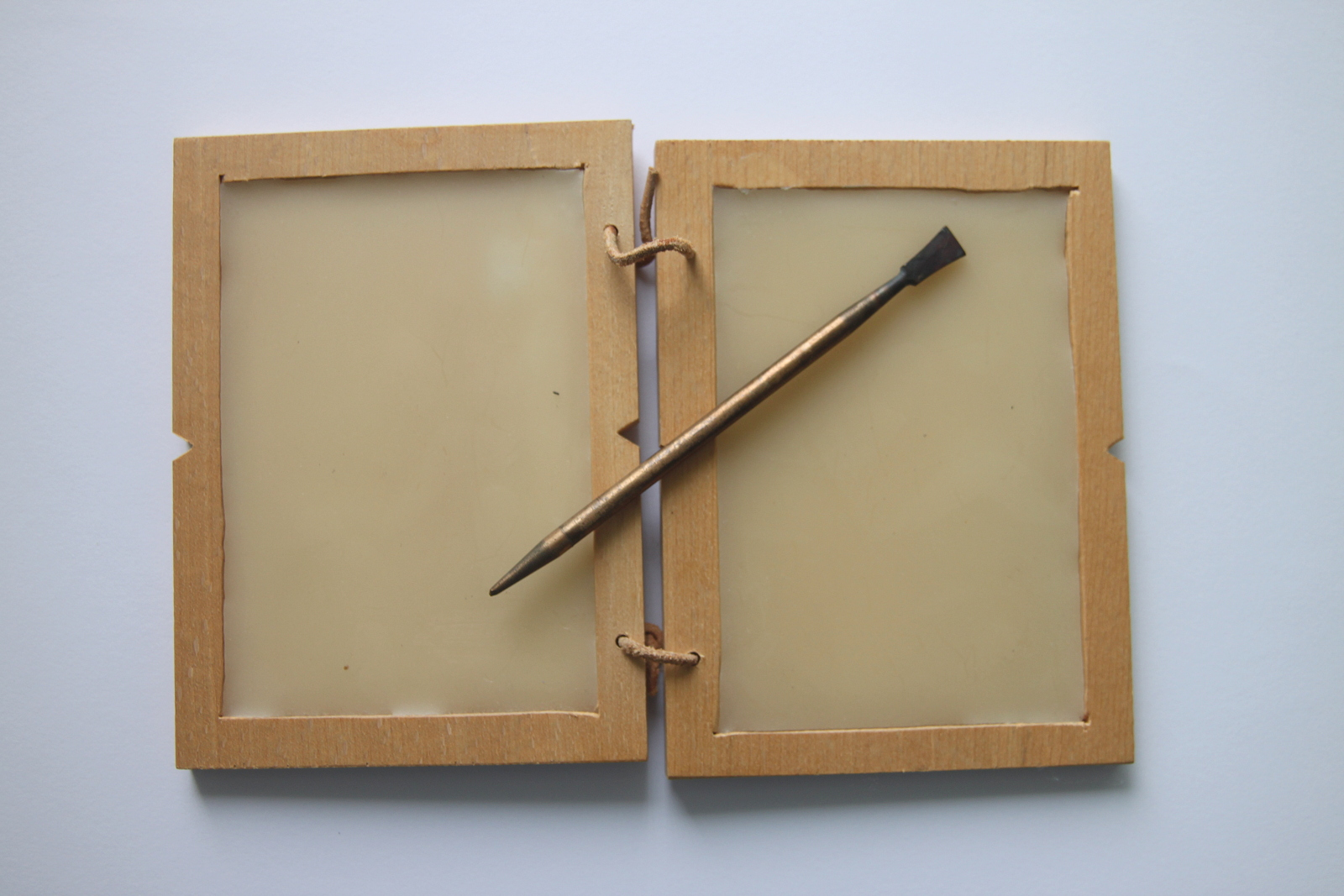
Давньоримський стиль з навощеними дощечками

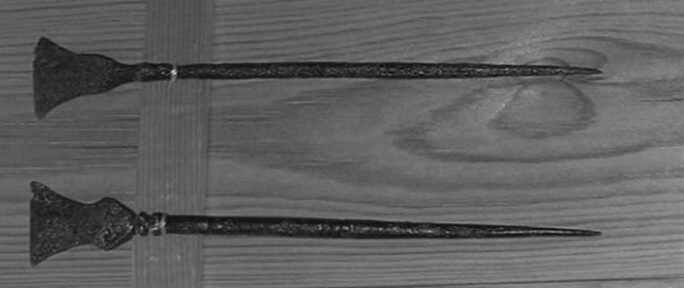
Новгородські стилі («писала»)

Стиль, також стилос, стилус (лат. stylus < дав.-гр. στῦλος — «стовпчик») — старовинний прилад для писання у вигляді загостреної на кінці металевої, дерев'яної або кістяної палички. Призначався головним чином для нанесення знаків на навощену дощечку. На другому кінці стиля було гладке потовщення, що грало роль стиральної гумки.
Стиль могли використовувати для вирізування або продряпування знаків і на інших матеріалах — дереві, корі, бересті. Знайдені на розкопках давньоруські стилі більш відомі як «писала».

## Історія
Стилі використовували багато народів Стародавнього Світу. Загостреними очеретяними паличками писали у Межиріччі на глиняних табличках, у Давній Греції і Стародавньому Римі писали на воскових дощечках. Продовжували вживати стиль у в Середньовіччі.
Надалі слово «стиль» стало вживатися у переносному сенсі — для позначення манери висловлення думок, особливості побудови твору. Відоме, що Цицерон вживав його в цьому сенсі вже у І ст. до н. е., а поет Горацій радив частіше «перевертати стиль» (stylum vertere), тобто стирати написане, переписувати наново. Згодом термін перейшов з літератури й поезії на інші види мистецтва.

## Інше
- Стиль був атрибутом музи Калліопи — покровительки епічної поезії й науки.
- Схожий зі стилем прилад використовують для введення даних у цифрові пристрої з сенсорним екраном (комп'ютери, смартфони, навігатори). Він відомий як «стилус» (від лат. stylus через англійське посередництво).